# Jak uratowano Dziki Zachód
Jak uratowano Dziki Zachód (ang. How the West Was Fun) – film telewizyjny z 1994, w reżyserii Stuarta Margolina. Główną rolę zagrały w nim bliźniaczki Mary-Kate i Ashley Olsen, które grały siostry Suzie i Jessicę Martin.

## Fabuła
Film opisuje losy pewnego rancza na Dzikim Zachodzie, w którym mieszkała i wychowywała się matka głównych bohaterek przed śmiercią. Ośmioletnie bliźniaczki jadą tam z bezrobotnym ojcem na wakacje. Poznają tam Natty - właścicielkę rancza, która musi sprzedać je ze względu na długi. Jak odkrywają Suzi i Jessica, za kłopotami stoi syn Natty. Z czasem wszystko wyjaśnia się i ranczo, dzięki dziewczynkom, staje z powrotem na nogi.